# DIN 1355-1
Die DIN-Norm DIN 1355-1 enthielt Empfehlungen für die Zeitrechnung, insbesondere Kalender, Wochennummerierung, Schreibweisen von Tagesdatum und Uhrzeit.

## Inhalt
Die Erstausgabe war im Januar 1943 als DIN 1355 unter dem Titel „Zeit. Zeiteinheiten, Wochentage, Wochen, Monate“ erschienen. Sie empfahl die Kurzzeichen w und mo für Woche und Monat sowie das Kurzzeichen a für die Zeiteinheit Jahr und außerdem die mit Punkt geschriebenen Abkürzungen Sek., Min., Std., Tg., Wo., Mon. und J. für die Zeiteinheiten. Wenn keine Verwechslung mit m (Meter) möglich war, konnte min durch m ersetzt werden. Bei Uhrzeiten waren die Zeichen h, m und s erhöht zu setzen. Für die Monate waren die mit Punkt geschriebenen Abkürzungen Jan., Febr. … , Dez. und die ohne Punkt geschriebenen dreibuchstabigen „Abkürzungen bei Platzmangel“ Jan, Feb, Mrz … , Dez vorgesehen. Wochen begannen am Sonntag 0.00 Uhr und endeten am darauffolgenden Sonnabend (Samstag) 24.00 Uhr. Für die Wochenbenummerung wurde empfohlen, dass die mit dem 1. Januar beginnende Woche oder derjenige Wochenteil als erste Woche galt; ggf. bestand also die erste Woche nur aus dem 1. Januar eines Jahres. 
Die Folgeausgabe DIN 1355-1 vom März 1975 behandelte auch die Zählung von Kalenderjahren und führte die Schreibweisen n. Chr. Geb. bzw. n. Chr. und v. Chr. Geb. bzw. v. Chr. ein. Die Festlegung „Ein Kalenderjahr 0 gibt es nicht“ erfuhr in einer Anmerkung die Ausnahme: „Dies gilt nicht für den Bereich der Astronomie“. Als „abgekürzte Namen“ der Kalendermonate wurden die 3-Buchstaben-Kürzel der Erstausgabe übernommen, die dortigen mit Punkt geschriebenen „Abkürzungen“ fielen weg. Neu hinzugekommen waren die „Nummer des Kalendermonats“: 01, 02 … , 12. Angemerkt war auch, dass gelegentlich die Sprechweise Juno für Juni und Julei für Juli „zur Vermeidung von Mißverständnissen“ benutzt wurde. Anstelle der Woche gab es in dieser Ausgabe die „Kalenderwoche“, die stets 7 „Wochentage“ – nicht „Kalenderwochentage“ – hatte. Die Benennung Samstag hatte nun Vorrang gegenüber dem Sonnabend. Neu war die „Nummer des Wochentages“, wobei der Montag die Nummer 1, der Sonntag die 7 hatte. Eine Festlegung über den Wochenanfang, die ähnlich präzise wie die der Erstausgabe war, fehlte für die Kalenderwoche. Außerhalb des Norminhalts war angemerkt: „In dieser Zählung ist nicht der Mittwoch, sondern der Donnerstag der mittlere Tag der Kalenderwoche“. Empfehlungen über die Schreibweise von Zeiteinheiten und die Uhrzeitangabe mit hochgestellten Zeichen fielen weg.
Diese Ausgabe wurde im November 1994 mit der Einführung der EN 28601 zurückgezogen. Die nationale Umsetzung DIN EN 28601 war bereits im Februar 1993 unter dem Titel „Datenelemente und Austauschformate – Informationsaustausch – Darstellung von Datum und Uhrzeit“ erschienen. 
Auf internationaler Ebene hatte seit 1988 die ISO mit ihrer Norm ISO 8601 dasselbe Thema bearbeitet. Die dritte Ausgabe dieser internationalen Norm stammt vom Dezember 2004 und wurde als DIN ISO 8601 „Datenelemente und Austauschformate – Informationsaustausch – Darstellung von Datum und Uhrzeit“ im September 2006 in das deutsche Normenwerk eingearbeitet; zuvor hatte es einen Entwurf DIN EN ISO 8601 vom März 2002 gegeben. 